# 松岡辰方
松岡 辰方（まつおか ときかた） は、江戸時代後期の武士。筑後国久留米藩士。有職故実家。

## 生涯
長州藩（山口県）藩士酒井忠良の次男。久留米藩第８代藩主有馬頼貴の正室養源院（長州藩主毛利重就の娘）附の老女であった松岡の名跡を継ぎ、松岡家を興した。
江戸に住み、塙保己一に国学を、伊勢貞春、高倉永雅に有職故実を学び、和学講談所で会頭を務めた。著作は『位階便図』『装束織文図絵』、『冠帽図会』、『織文図会』、『女官装束織文図会』等がある。また、乃木希次（乃木希典の父）に小笠原流を伝授した。
1840年（天保11年）死去。一説には1843年（天保14年）死去とも。享年77歳。子の行義、孫の明義も家学を継ぎ故実家となった。

## 参考
- （松岡辰方奥書） - 国文学研究資料館蔵書印データベース
- 武家装束著用図（国立公文書館）